# Interpellanza parlamentare
Una interpellanza parlamentare, in Italia, è una domanda per iscritto che uno o più parlamentari rivolgono al governo della Repubblica Italiana per conoscere le ragioni o le intenzioni della politica governativa su questioni rilevanti e di interesse generale. Attraverso l'interpellanza si mira a ottenere o esplicitare la posizione del governo su questioni determinate.

## Procedimento
Viene discussa in aula, con la presenza di un rappresentante del Governo.
L'interpellanza viene introdotta dal proponente; se la risposta del Governo non è soddisfacente l'interpellante, secondo il Regolamento della Camera dei deputati, può presentare una mozione avente lo stesso oggetto e allo scopo di provocare una discussione e un voto da parte dell'assemblea, il cui significato politico starà poi al Governo valutare.
I regolamenti di Camera e Senato prevedono lo svolgimento di interpellanze urgenti, rispettivamente agli articoli 138-bis e 156-bis.